# Autostrada Perito Moreno
L'autostrada Perito Moreno-AU 6 (Autopista Perito Moreno AU-6 in spagnolo) è uno dei principali assi di attraversamento della capitale argentina Buenos Aires.

## Storia
Nel 1976, durante la dittatura militare, il sindaco de facto Osvaldo Cacciatore, lanciò il Piano per le Autostrade Urbane che prevedeva la realizzazione di otto nuove autostrade che avrebbero dovuto attraversare il congestionato centro della capitale argentina.
Il 2 gennaio 1978 la costruzione dell'autostrada Perito Moreno fu assegnata ad un consorzio di imprese argentine e spagnole. I lavori di costruzione iniziarono il 2 novembre dello stesso anno. Per realizzare l'infrastruttura, che corre gran parte del suo percorso su una sopraelevata, fu deciso di utilizzare una sezione del tracciato dell'avenida Perito Moreno, un largo viale che nei primi anni cinquanta era stato ricavato dallo smantellamento di un ramo minore della ferrovia dell'Ovest di Buenos Aires. Con il completamento della nuova autostrada l'aspetto di interi isolati venne stravolto, mentre grandi spazi verdi come il parco Avellaneda, vennero tagliati in due da tracciato dell'autostrada.
Fu inaugurata il 6 dicembre 1980.

## Percorso
L'autostrada Perito Moreno, naturale seguito dentro i confini di Buenos Aires dell'autostrada Acceso Oeste, nasce all'intersezione tra quest'ultima infrastruttura e l'avenida General Paz tra i quartieri occidentali di Versalles e Liniers.
Dopo un tratto percorso in parallelo all'avenida Rivadavia e alla ferrovia suburbana Sarmiento, l'autostrada curva verso sud-ovest presso Villa Luro entrando così nel quartiere di Parque Avellaneda dove termina il suo percorso intersecandosi con l'autostrada 25 de Mayo e l'autostrada Luis Dellepiane.